# 宇摩志麻遲命
宇摩志麻遲命（ウマシマヂノミコト）乃《古事記》之記述，《日本書紀》稱可美真手命（うましまでのみこと），《先代舊事本紀》則作味間見命（うましまみのみこと），祂是日本神話裡出現的神祇，也是物部氏的祖先。

## 神話內容記述

### 古事記之記載
依照《古事記》上卷，神武天皇斬除八十個有尾巴的土雲人後，邇藝速日命獻上天津瑞寶，後娶登美毘古之妹登美夜姬，生子宇麻志麻遲命。

### 先代舊事本紀之記載
據《先代舊事本紀》卷五天孫本紀，饒速日命娶長髓彥胞妹三炊屋媛（みかしきやひめ，又名御炊屋姬），生下宇摩志摩治命，又名味間見命，祂和尾張氏祖先天香山命乃是同父異母的兄弟。神武東征後，宇摩志摩治命向神武天皇獻上十種天璽瑞寶。

## 解說
根據座落於島根縣大田市的物部神社社傳，宇摩志麻遲命奉令平定尾張國、美濃國、越國等地後，途經播磨、丹波而進入石見國，討伐都留夫（つるぶ）、忍原（おしはら）、於爾（おに）、曽保里（そほり）等地之賊。最後宇摩志麻遲命歿於石見國，葬於該神社社殿之位置。
傳說神武天皇即位時，宇摩志麻遲命以五十串樹枝、韴靈劍、十種神寶等物品，祈求天皇之鎮魂寶壽，是為後世鎮魂祭之起源；彌彥神社、物部神社、石上神宮等皆有此種法事。

## 信仰
祭祀宇摩志麻遲命的神社主要有：
- 物部神社（島根縣大田市）
- 味鋺神社（愛知縣名古屋市）
- 石上神宮（奈良縣天理市）

## 內部連結
- 饒速日命
- 布都御魂
- 物部氏

## 外部連結
- 《大日本史》卷之一百六列傳第三十三 可美真手命、道臣命、椎根津彥、弟猾、弟磯城、附熊野高倉下（页面存档备份，存于）